# Java (gioco da tavolo)
Java è un gioco da tavolo creato da Wolfgang Kramer e Michael Kiesling e distribuito nel 2000 dalla Ravensburger in tedesco e da Rio Grande Games in inglese. La grafica è stata affidata a Franz Vohwinkel.
Java si classificò al 9º posto nel 2001 al Deutscher Spiele Preis. Si tratta del secondo gioco di Mask Trilogy, dopo Tikal e prima di Mexica.
Il gioco ha come ambientazione l'isola di Giava ricreata su un tabellone attraverso degli esagoni.
I giocatori costruiscono l'isola e guadagnano punti dalla costruzione di palazzi e dall'organizzazione di feste. Il gioco termina quando i giocatori terminano gli esagoni per costruire l'isola. A questo punto si procede con il conteggio del punteggio finale e viene dichiarato il vincitore.